# Fronden
Fronden (fransk La fronde) betegner en slynge, som gadedrengene i Paris benyttede til deres kampe, og navnet er derfra af det kongeligsindede parti overført på de oprørske bevægelser mod Mazarins styrelse, som fandt sted 1648—53.

## Optakt
Mens Mazarin med held havde fortsat Richelieus udenrigspolitik, var de indre finansforhold under den ødsle italiener Emeri’s ledelse blevet så fortvivlede, at der skabtes en lejlighed for de befolkningslag, Richelieu havde bøjet under kongemagten, til endnu et modstandsforsøg.
Bevægelsen udgik fra 3 sider. Parlamentet i Paris følte sig i forståelse med de andre højere embedsmænd, der "ved køb" havde fået deres embeder som retmæssig ejendom, som nationens repræsentant; det tænkte sig at spille en rolle som det engelske parlament, der just da sejrede i kampen mod kongen. Højadelen, prinser af kongelig familie og andre, ønskede at genvinde den indflydelse i det kongelige råd, Richelieu havde givet borgerlige ministre; hver af dem håbede at udnytte kongemagten til egen fordel. Endelig rørte sig atter i Paris og enkelte andre større byer hos den lavere befolkning de demokratiske strømninger fra religionskrigenes tid; først og fremmest krævede man
her skattelettelser.
Fra først af gik parlamentet, ledet af dets præsident Mathieu Mole, i spidsen; det modsatte sig en række skattepaalæg, og endelig samledes det. 13. maj 1648 med medlemmerne
af chambre des comptes, cour des aides og grand conseil. Disse 4 råd af høje embedsmænd vedtog nu ligefrem en konstitution, hvorefter de skulle have skattebevillingsretten, vilkårlige arrestationer forbydes og intendanternes embede ophæves. Kort efter kom efterretningen om de franske troppers sejr ved Lens, og i tillid hertil besluttede Mazarin og den regerende enkedronning Anna af Østrig at lade 3 af bevægelsens ledere arrestere. Dette fremkaldte la journée des barricades 26. august
1648. Paris-befolkningen rejste sig til fordel for det parlament, der havde protesteret mod skatterne, fornemme mænd som Paul de Gondi, den senere kardinal af Retz, støttede bevægelserne, og det endte med, at de arresterede måtte frigives, og 2 måneder efter måtte dronningen ved et forlig anerkende den vedtagne konstitution samtidig med, at den westfalske fred sluttedes.

## Striden 1649-53
I begyndelsen af 1649 forlod imidlertid Mazarin og dronningen Paris og begyndte at samle tropper. Dette medførte en åben alliance mellem parlamentet og højadelen; Prinsen af Conti, hertugen af Longueville, hertugen af Rochefoucault osv. samlede en hær og fandt hjælp hos Henri de Latour d’Auvergne Turenne. Regeringens tropper kæmpede imidlertid med held under anførsel af Louis 2. af Condé, og da adelsmændene begyndte at træde i forbindelse med spanierne, som Frankrig stadig førte krig med, trak parlamentet sig tilbage og sluttede i Rueil et kompromis med dronningen i april 1649, hvorpå hoffet vendte tilbage til Paris.
Condé følte sig nu som regeringens frelser og optrådte i Paris, omgivet af en kreds af unge adelsmænd, som den egentlige regent. Mazarin, der ikke ville finde sig heri, trådte da i forbindelse med Gondi og lod ham arrestere januar 1650, men kort efter allierede Gondi sig med Condés parti, og snart var atter adel, parlament og borgere i bevægelse.
Mazarin frigav Condé og flygtede selv til Köln, hvorfra han dog vedblev at lede dronningens politik, Gondi blev Kardinal af Retz. De tre allierede kunne imidlertid aldeles ikke forliges, og til sidst forlod Condé Paris for i provinserne at samle en adelig hær og ved dens hjælp tage magten. Dette bevirkede imidlertid, at Mazarin vendte tilbage og fik Turenne til at overtage anførselen for den kongelige hær. Denne kæmpede uafgørende mod Condé ved Bléneau i april 1652, mens borgerne i Paris ikke rigtig vidste, hvem de skulle slutte sig til.
Juli 1652 kom det til kamp mellem de to hære i forstaden St-Antoine; til sidst syntes det, at Turenne skulle sejre og ganske ødelægge Condés Hær, idet denne var trængt tilbage mod Paris’ lukkede porte. Da åbnedes disse, og Condé slap ind i byen, mens Turenne standsede kampen. Condé kunne dog ikke i længden forliges med borgerne, og han opgav derfor snart at holde sig i Paris; med omtrent 10.000 mand flygtede han til de spanske hære ved Frankrigs nordgrænse og gik i spansk krigstjeneste.
Imidlertid havde Mazarin i august atter trukket sig tilbage fra hoffet for således at lette en udsoning med modstanderne. Parlamentet og borgerne havde nu fået nok af kampene; fred og ro under regeringen blev atter deres stærkeste ønske. Oktober 1652 bad de dronningen vende tilbage til Paris, en del øvrighedspersoner, Kardinalen af Retz og flere fængsledes, og februar 1653 kom også Mazarin tilbage og styrede fra nu af uanfægtet.
Parlamentets magt indskrænkedes nu, idet det mistede enhver ret til indblanding i statssager eller finansstyrelsen, Paris’ milits opløstes, og dets valgte øvrighed afløstes af kongelige embedsmænd. Condé kæmpede i spansk tjeneste uden held mod Frankrig, og ved freden 1659 fik han lov at vende tilbage. En særlig betydning fik Fronden ved det indtryk, den gjorde på den unge konge, Ludvig 14..